# Odmična gred
Odmična gred (tudi odmikalna gred ali gred z odmikali), ki vzdolžno ali prečno na os gredi premikajo dročnike ali ročice. Uporabljajo jo pri krivuljnem gonilu, npr. za  krmiljenje ventilov pri motorjih z notranjim zgorevanjem ali pri odmikalnem 
stikalu, kjer odmikalo potiska vzmeten gibljiv kontakt ob pripadajoč nepremičen kontakt.